# Manfred Weber
Pour les articles homonymes, voir Weber.
Manfred Weber (/ˈmanˌfʁeːt ˈveːbɐ/), né le 14 juillet 1972 à Niederhatzkofen, est un homme politique allemand, membre de l'Union chrétienne-sociale en Bavière (CSU). Il est député européen depuis 2004 et président du groupe PPE au Parlement européen depuis 2014.

## Situation personnelle
Après avoir obtenu un baccalauréat professionnel, Manfred Weber fait son service militaire à Neubourg-sur-le-Danube. Il obtient ensuite un diplôme d'ingénieur en génie physique de l'université de sciences appliquées de Munich. Après avoir terminé ses études, il fonde la DG Beratung GmbH consultants en 1996, et la G + U GbR en 1998. Les deux sociétés sont actives dans les domaines de la gestion de l’environnement et de la qualité et de la sécurité au travail.

## Parcours politique
Manfred Weber est élu député européen lors des élections européennes de 2004, puis réélu en 2009, 2014 et 2019.
Siégeant au sein du groupe du Parti populaire européen, il est membre de la commission des libertés civiles, de la justice et des affaires intérieures entre 2004 et 2012, puis de la commission des affaires constitutionnelles à partir de 2012. Il est désigné, le 4 juin 2014, président du groupe PPE, en remplacement du Français Joseph Daul.
En novembre 2018, le groupe PPE le désigne comme spitzenkandidat pour succéder à Jean-Claude Juncker à la présidence de la Commission européenne à la suite des élections européennes de 2019. Sa candidature a le soutien de Merkel mais fait face à l'opposition d'Emmanuel Macron. Sa nomination n’est finalement pas proposée par le Conseil européen, en juillet 2019.

## Autres engagements
Weber est vice-président de la Paneuropa-Union Bayern et membre du groupe parlementaire de l'Union européenne au Parlement européen et du Comité central des catholiques allemands. Dans sa jeunesse, il s'est impliqué dans le Mouvement de la jeunesse rurale catholique (KLJB). Il a également été guitariste, pendant vingt ans, dans un groupe de rock bavarois baptisé « Peanuts ».

## Prises de position
À partir de 2018, Manfred Weber est contraint de prendre position contre Viktor Orbán sous la pression notamment de Gunnar Hökmark, vice-président du groupe PPE et membre du parti suédois des Modérés, opposé à la campagne européenne du dirigeant hongrois et aux prises de position de celui-ci concernant la question migratoire.
En mars 2019, Manfred Weber fixe un ultimatum à Viktor Orbán, « le sommant d'amender ses positions nationalistes s'il veut éviter une exclusion du PPE ». Il pointe du doigt en particulier une campagne d'affichage contre Jean-Claude Juncker dans laquelle le Fidesz accuse notamment la Communauté européenne et le milliardaire américain George Soros de soutenir l'immigration en Europe. En réaction à cette campagne, douze partis membres du PPE avaient officiellement demandé « l'exclusion ou la suspension » du Fidesz.

## Controverse
En décembre 2024, il est épinglé par un média d'investigation allemand pour ses dépenses somptuaires aux frais des contribuables européens. Depuis 2014, il bénéficie notamment d’un remboursement par la Communauté européenne d’un service de limousine avec chauffeur dans sa ville natale de Kelheim en Bavière, où il est élu conseiller d’arrondissement, à hauteur de 100 000 euros par an. Il jouit également d’un accès VIP à l’aéroport de Munich, pour un coût supérieur à 10 000 euros par an. Concernant ses salaires, Manfred Weber reçoit une indemnité mensuelle en tant que député européen de € 8 419,90 net, et comme tous ses collègues, une indemnité de frais généraux de 4 950 euros par mois, une indemnité journalière de 350 € couvrant les frais de logement et de repas. De surcroît, il est le seul président de groupe, étant donné que la pratique veut que les présidents de partis exercent à titre gratuit, qui bénéficie d'un revenu de 170 640 € par an en tant que « Président du Parti populaire européen »,,,.